# Werkdorp Wieringermeer
Das Werkdorp Nieuwesluis (Werkdorp) in Wieringermeer in der niederländischen Provinz Nordholland war eine von 1934 bis 1941 bestehende Einrichtung der Hachschara. Sie wurde von der Stichting Joodse Arbeid verwaltet.

## Geschichte
Das von den Bewohnern – meist Flüchtlinge aus Deutschland und Österreich – selbst errichtete Werkdorp sollte seine Bewohner auf Zeit in praktischen Fähigkeiten schulen, die ihnen ein Leben in Palästina mit Arbeit in der Landwirtschaft ermöglichen. Die Jungen erhielten eine zweijährige handwerkliche oder landwirtschaftliche Ausbildung, die Mädchen eine kurze Unterrichtung in der Land- und Hauswirtschaft. Im Dorf gab es einen Zimmermann, einen Schmied, eine Bäckerei und eine Tischlerwerkstatt. Das Workdorp war zionistisch ausgerichtet, weshalb die Vorbereitung auf die Auswanderung nach Palästina vorrangiges Ziel war. Einige wenige Bewohner gingen jedoch auch in die USA oder nach Südamerika.
In den 1930er Jahren war das Werkdorp wegen seiner abgelegenen Lage ein relativ sicherer Ort, an dem die Jugendlichen eine unbeschwerte Zeit verbringen konnten. Es gab Abendkurse und für Familien kleine Parzellen zur eigenen Bewirtschaftung. Während des Bestehens erhielten hier etwa 750 bis 900 Jugendliche eine Ausbildung. 1939 machte der Fotograf Roman Vishniac im Auftrag des Joint Distribution Committee eine Serie von Fotografien über das Leben im Werkdorp.

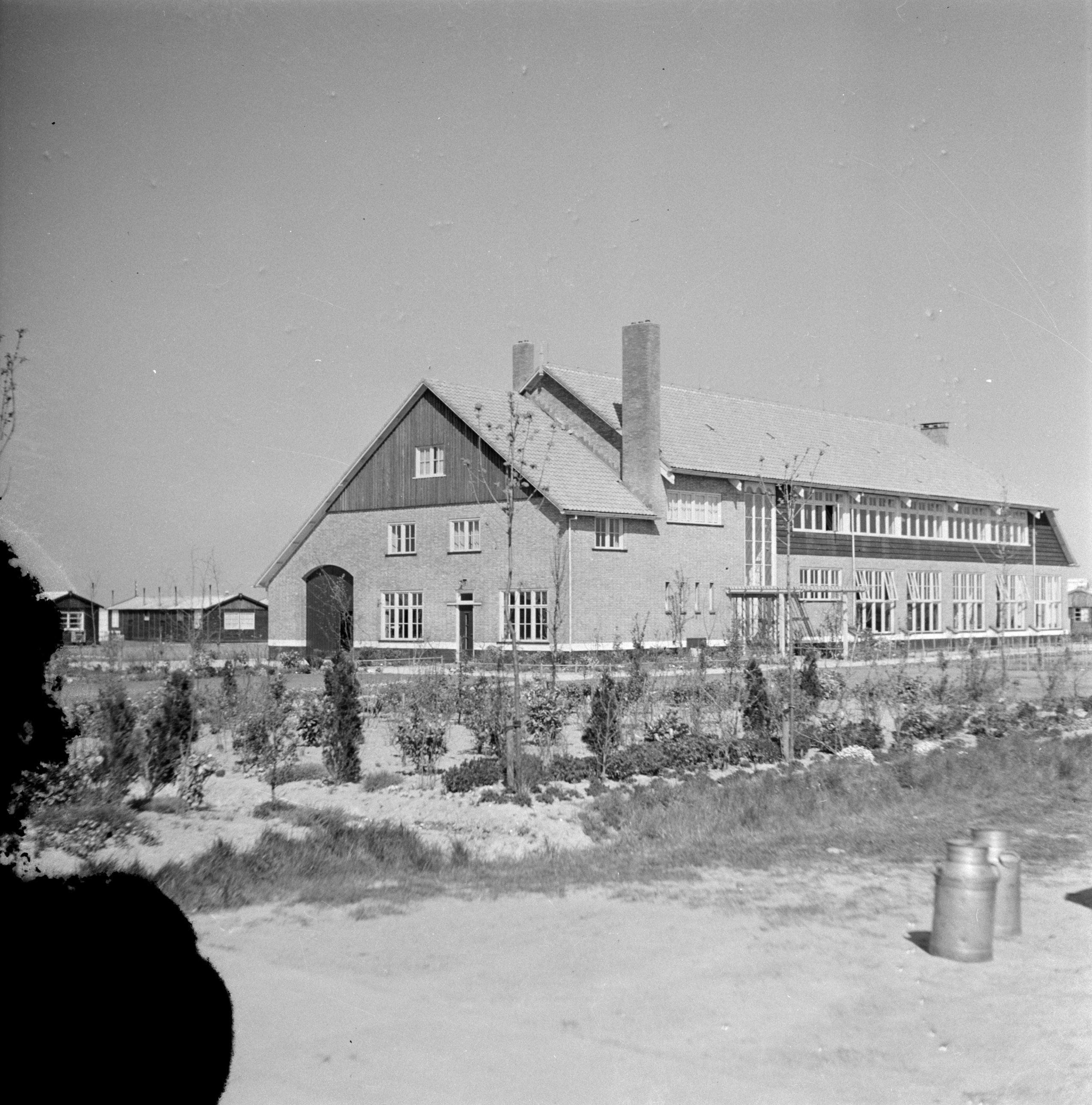
Gebäude des Werkdorps 1936

Am 14. Mai 1940 unterzeichnete Henri Winkelman eine Kapitulation für die niederländischen Streitkräfte in Europa. Vom 15. Juli 1940 bis Januar 1941 leitete Henri Koot (1883–1959) den Opbouwdienst, eine Beschäftigungs- und Qualifizierungsgesellschaft der niederländischen Streitkräfte in Europa, die auch das Werkdorp verwaltete. Der freiwillige Opbouwdienst wurde am 23. Mai 1941 durch die Pflicht zum Nederlandse Arbeidsdienst, von dem Juden ausgeschlossen waren, ersetzt. 
Bereits am 20. März 1941 wurde das Werkdorp nach einem Brand geräumt. Zu dieser Zeit waren noch 291 Bewohner von den ursprünglichen 400 anwesend. Von den 291 durften 60 zusammen mit 10 Mitarbeitern im Dorf bleiben, um den Betrieb bis zum Herbst aufrechtzuerhalten. Sie blieben bis zum 1. August 1941, und viele von ihnen fanden anschließend Arbeit bei Bauern in Nord-Holland. Die anderen wurden bei Familien in Amsterdam untergebracht.
Am 11. Februar 1941 dekretierte Hanns Albin Rauter, dass Juden ihre Rundfunkempfangsgeräte vom 15. März bis 11. April 1941 abzugeben haben. Am 14. Mai 1941 ereignete sich in einer Sammelstelle, einem Club für deutsche Marineoffiziere, eine Bombenexplosion. Obwohl mit dieser Explosion keine Juden in Verbindung gebracht werden konnten, hatte diese für sie schwerwiegende Folgen, denn sie lieferte den Anlass für eine Verhaftungswelle.
Am Morgen des 11. Juni 1941 sprach Klaus Barbie im Büro des niederländischen Judenrates in Amsterdam vor. Den dort anwesenden Ratsvorsitzenden, Professor Cohen, bat er nach einer ungewöhnlich freundlichen Begrüßung um Mitarbeit bei der Beschaffung der Namens- und Adresslisten der nach Amsterdam übersiedelten ehemaligen jüdischen Auszubildenden des Werkdorps, da diese wieder nach dort zurückkehren dürften und deshalb benachrichtigt werden sollten, um sich freiwillig zu melden. Cohen wandte sich sofort an einige Leiter des Werkdorps, die nur allzu froh waren, die Jugendlichen wieder im Wieringermeer zu sehen, und Barbie erhielt umgehend die geforderten Listen. Am Nachmittag des 11. Juni 1941 mussten sich Cohen und ein weiterer Mitarbeiter des Judenrats im Büro des Sicherheitsdienstes des Reichsführers SS einfinden. Sie schöpften keinen Verdacht, da es noch einige offene Fälle zu besprechen gab. Die beiden wurden dort jedoch sofort von jeglichem Kontakt mit der Außenwelt abgeschottet und erfuhren erst am Abend, dass dreihundert junge Juden verhaftet worden waren, denen unter anderem vorgeworfen wurde, an der Explosion im Offiziersclub beteiligt gewesen zu sein. Unter diesen unter diesem Vorwand für eine Vergeltungsaktion verhafteten 300 Jugendlichen waren nicht nur die Jungen aus dem Werkdorp, sondern auch Jugendliche, die in den Häusern gefunden worden waren, in denen sich die Werkdorper aufgehalten hatten. 61 Personen aus dem Werkdorp wurden verhaftet. Sie wurden nach Schoorl gebracht, wo vier freigelassen wurden. Die anderen 57 wurden ins KZ Mauthausen gebracht, wo sie alle vor Ende des Jahres starben.
Nach diesen Verhaftungen hielten viele Gastfamilien es für zu gefährlich, weiterhin Werkdorper zu beherbergen. Die meisten von ihnen wurden deshalb in zwei Gebäuden versteckt.

## Erinnerungsort

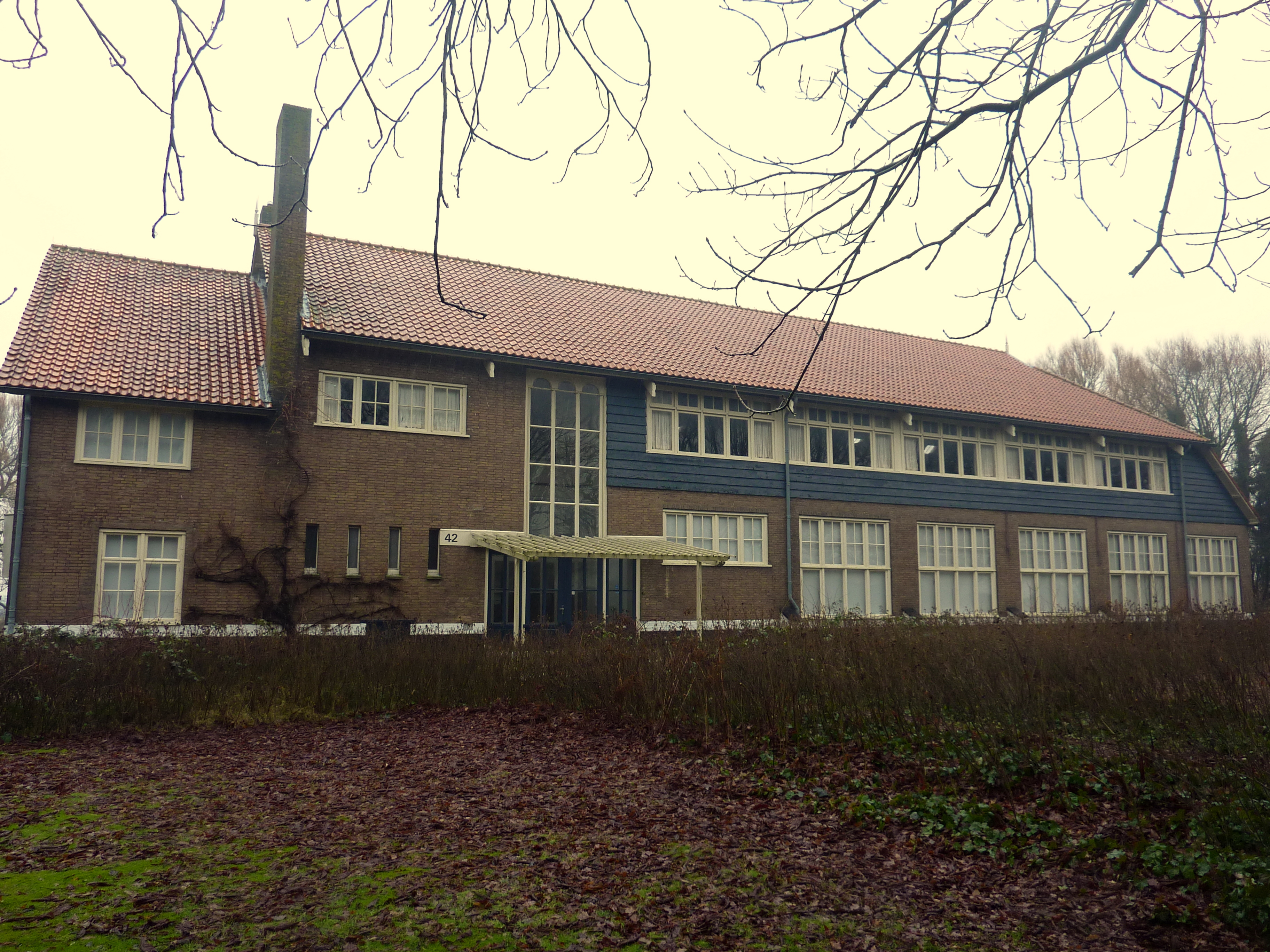
Das Hauptgebäude 2010

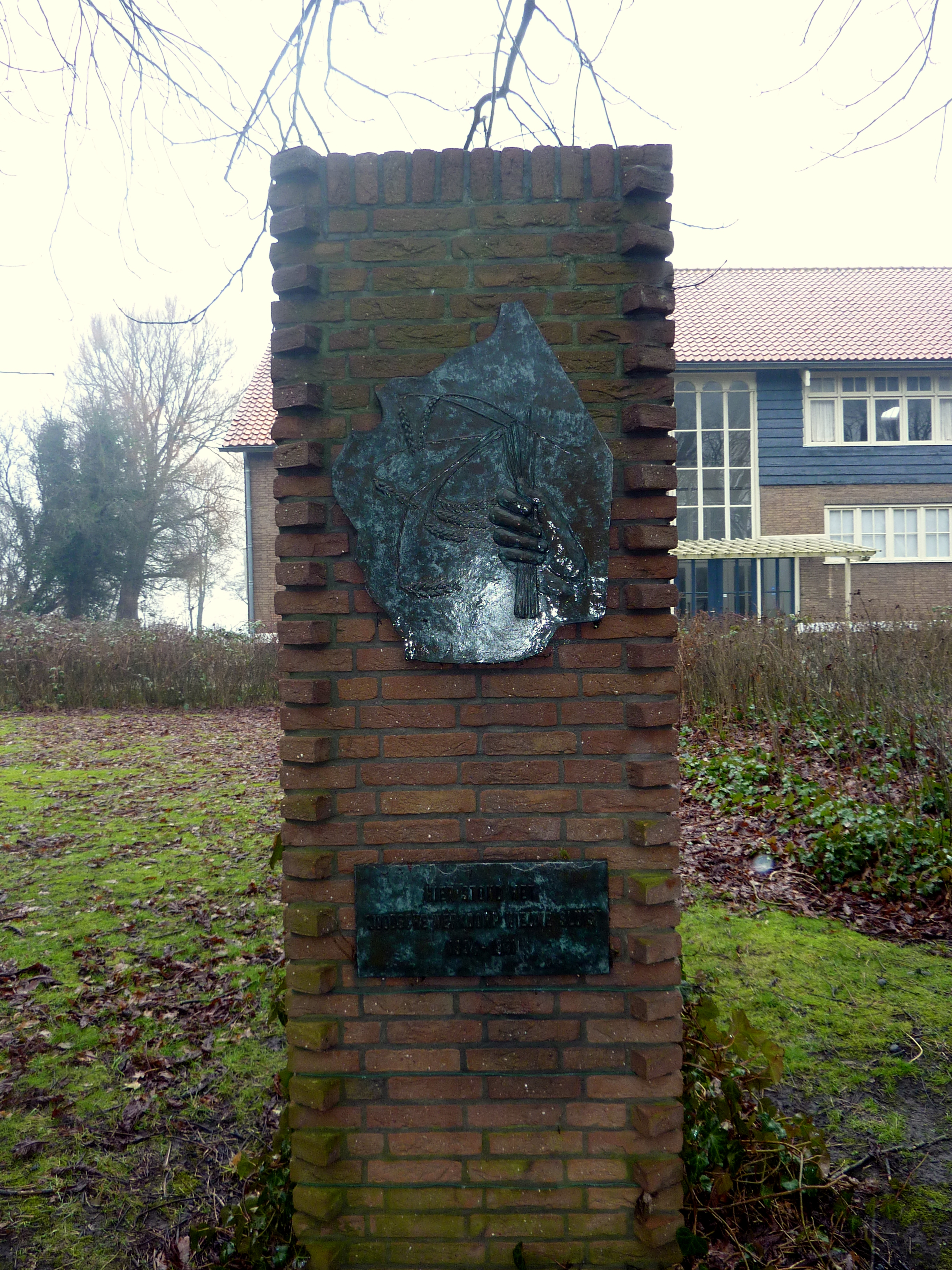
Gedenktafel

Das Hauptgebäude des Werkdorps existierte unter dem Namen „Oostwaardhoeve“ weiter. Nach der Schließung wurde hier eine landwirtschaftliche Forschungseinrichtung untergebracht.
1989 wurde ein Denkmal zum Gedenken an das jüdische Werkdorp enthüllt.
Im Jahr 2009 gab es eine heftige Kontroverse um die noch vorhandenen Gebäude des Werkdorps, die sich mittlerweile in Privatbesitz befanden. Es sollten dort 350 polnische Saisonarbeiter, die in den umliegenden Gewächshäusern arbeiteten, einquartiert werden. Das stieß auf heftigen Widerstand und führte zum Scheitern des Vorhabens, was dessen Initiator nicht ohne antisemitischen Unterton kommentierte: „Die Gedenkstätte Camp Westerbork, die Centraal Joods Overleg und eine lokale historische Gesellschaft haben eine erfolgreiche Lobby geführt. Herzlichen Glückwunsch! Können sie jetzt ein Angebot machen für das, was in diesem Denkmal erlaubt ist?“

## Gedenken
Auf der Webseite Joods Monument („Jüdisches Denkmal“), auf der an die mehr als 104.000 Menschen erinnert wird, die in den Niederlanden als Juden verfolgt wurden und den Holocaust nicht überlebt haben, gibt es eine eigene Unterseite für die ermordeten ehemaligen Bewohner des Werkdorps.